# Ectodini
Ectodini — триба риб родини цихлових (Cichlidae).

## Поширення
Всі представники триби є ендеміками озера Танганьїка. Ці риби демонструють різноманітну морфологію та поведінку, і до триби належать таксони, які мешкають у піщаних, мулистих та скелястих місцях проживання.

## Класифікація
Роди:
- Aulonocranus Regan, 1920
- Callochromis Regan, 1920
- Cardiopharynx Poll, 1942
- Cunningtonia Boulenger, 1906
- Cyathopharynx Regan, 1920
- Ectodus Boulenger, 1898
- Grammatotria Boulenger, 1899
- Lestradea Poll, 1943
- Ophthalmotilapia Pellegrin, 1904
- Xenochromis Boulenger, 1899
- Xenotilapia Boulenger, 1899